# فياساتيرثا
فياساتيرثا (حوالي 1460-1539)، سمي أيضًا فياساراجا أو تشاندريكاتشاريا، فيلسوف، وباحث، ومناظر، ومعلق، وشاعر هندوسي ينتمي إلى نظام مدرسة دفايتا من تقاليد فيدانتا التابعة للفيلسوف مادهفاتشاريا. بصفته القديس الراعي لإمبراطورية فيجاياناغارا، كان فياساتيرثا في طليعة العصر الذهبي في مدرسة دفايتا، والذي شهد تطورات جديدة في الفكر الجدلي، ونموًا في أدبيات هاريداسا في عهد شعراء قبائل مثل بوراندارا داسا وكاناكا داسا وانتشارًا كبيرًا لدفايتا عبر شبه القارة. وثق في ثلاثة من مؤلفاته التي تتناول مواضيع دوكسوغرافية وهي نيايامروتا، وتاتباريا تشاندريكا وتاركا تاندافا (سميت مجتمعة فياسا ترايا) مجموعة موسوعية من الفلسفات الفرعية في أدفايتا، وفيسيستادفايتا، وبوذية ماهايانا، وميمامسا ونايايا، كاشفًا عن التناقضات والمغالطات الداخلية. أثار كتابه نيايامروتا ضجة كبيرة في مجتمع أدفايتا في أنحاء البلاد مما تطلب ردًا من مادهوسودهانا ساراسواتي عبر نصه، أدفايتاسيدي. يعتبر أنه بمثابة إله براهلادا في مادهافا بارامبارا.
ولد في عائلة من طبقة البراهمة بصفته ياتيراجا، وتولى برامهانيا تيرثا، وهو بابا المانثا في آبور، الوصاية عليه وأشرف على تعليمه. درس في المدارس الأورثوذوكسية الست للهندوسية في كانشي ومن ثم درس فلسفة دفايتا تحت إشراف سريباداراجا في مولباغال، وخلفه في النهاية كبابا. عمل بصفته مرشدًا روحيًا لسالوفا ناراسيما ديفا رايا في تشاندراغيري رغم أن أكثر علاقاته البارزة كانت مع الملك تولوفا كريشنا ديفا رايا. ومع الرعاية الملكية للأخير، قام فياساتيرثا بتوسع كبير لدفايتا في الدوائر العلمية، من خلال مقالاته المثيرة للجدل وأيضًا في حياة عامة الناس من خلال الأغاني الكلاسيكية الكارناتية التعبدية والكريث. وفي هذا الصدد، كتب العديد من الكيرتان تحت الاسم المستعار كريشنا. مؤلفاته الشهيرة هي كريشنا ني بيجان، وداساريندير بوراندارا، وكريشنا كريشنا إيندو، وأولاغا سولابافو وغيرها الكثير. من الناحية السياسية، فياساتيرثا كان مسؤولًا عن تطوير نظم الري في قرى مثل بيتاكوندا وإنشاء عدة معابد فايو في المناطق التي تم الاستيلاء عليها حديثًا بين بينغالورو وميسوري من أجل قمع أي تمرد وتسهيل اندماجهم في الإمبراطورية.
نظرًا لمساهماته في مدرسة دفايتا الفكرية، يعتبر مع مادافا وجاياتيرثا، القديسين العظماء الثلاثة في دفايتا (مونيترايا). يشير الباحث سوريندراثا داسغوبتا قائلًا: «المهارة المنطقية وعمق التفكير الجدلي الحاد الذي أظهره فياساتيرثا يكاد لا يجاريه أحد في مجال الفكر الهندي بأكمله».